# ديفيد بست
ديفيد بست (بالإنجليزية: David Best)‏ (6 سبتمبر 1943 في المملكة المتحدة - ) هو مدرب كرة قدم ولاعب كرة قدم بريطاني في مركز حراسة المرمى. لعب مع أولدهام أثلتيك وإيبسويتش تاون ونادي بورتسموث ونادي بورنموث.

## وصلات خارجية
- ديفيد بست على موقع قاعدة بيانات كرة القدم.إي يو (الإنجليزية)